# FC Dinamo Samarqand
O FC Dinamo Samarqand é um clube de futebol uzbeque com sede em Samarqand. A equipe compete no Campeonato Uzbeque de Futebol.

## História
O clube foi fundado em 1960.